# بیمارستان توکودا
بیمارستان توکودا (به لاتین: Acibadem City Clinic Tokuda Hospital) یک بیمارستان در بلغارستان است که در صوفیه واقع شده‌است.